# Thomas I van Diest
Thomas I van Diest (1340 - 1385) was een edelman uit het geslacht Van Diest. Hij was baanderheer van Diest.
Thomas trok in 1371 met Wenceslaus I van Luxemburg, hertog van Brabant, op tegen de hertogen van Gelre en Gulik. Hij werd gevangen genomen in de verloren Slag bij Baesweiler op 22 augustus 1371. De Diestenaren dienden 2.300 daalders te betalen voor zijn vrijlating. Waarschijnlijk als tegenprestatie moest Thomas aan de ambachten van Diest het controlerecht op de financiën van de stad toestaan. Dit werd vastgelegd in een keure van 24 augustus 1374.